# Горна Лакавица
Вижте пояснителната страница за други значения на Микроклисура.
Го̀рна Лака̀вица или Въ̀рла Лака̀вица (изписване до 1945 година: Лѫкавица), срещат се и формите Локовица и Лъковица, гръцки: Μικροκλεισούρα, Микроклисура, до 1927 година Λακάβιστα, Лакависта) е село в Република Гърция, на територията на дем Неврокоп.

## География
Горна Лакавица се намира в долината на река Места, на 440 m надморска височина в северните склонове на Боздаг.

## История

### В Османската империя
В запазен опис, датиран между 1478 и 1502 година село Горна Лакавица (Лъкавица или Папа Райко) е регистрирано като село с 47 немюсюлмански домакинства, 17 неженени немюсюлмани 7 вдовици и 1 мюсюлман. В съкратен регистър на тимари, зиамети и хасове в ливата Паша от 1519 година село Папа Райко с друго име Лакавица (Лъкавиче) е вписано както следва - мюсюлмани: 2 домакинства; немюсюлмани: 74 домакинства, неженени - 9, вдовици - 11. В подробен регистър на тимари, зиамети, хасове, чифлици, мюлкове и вакъфи в казите и нахиите по териториите на санджака Паша от 1524-1537 година от село Горна Лакавица (Лакавиче с друго име Папа Райко) са регистрирани мюсюлмани: 1, неженени - 3; немюсюлмани: 67, неженени - 9, вдовици - 13. В съкратен регистър на санджаците Паша, Кюстендил, Вълчитрън, Призрен, Аладжа хисар, Херск, Изворник и Босна от 1530 година са регистрирани броят на мюсюлманите и немюсюлманите в населените места. Регистрирано е и село Горна Лакавица (Лакавиче с друго име Папа Райко) с мюсюлмани: 1 домакинства, неженени - 3; немюсюлмани: 67 домакинства, неженени - 9; вдовици - 13. В подробен регистър на санджака Паша от 1569-70 година е отразено данъкоплатното население на Горна Лакавица както следва: мюсюлмани - 3 семейства и 15 неженени; немюсюлмани - 15 семейства и 37 неженени. В списък на селищата и броя на немюсюлманските домакинства във вилаета Неврокоп от 13 март 1660 година село Горна Лакавица (Лъковиче-и баля) е посочено като село, в което живеят 7 немюсюлмански семейства. В подробен регистър за събирането на данъка авариз от казата Неврокоп за 1723 година от село Горна Лакавица (Лъкавиче-и баля) са зачислени 12 мюсюлмански и 5 немюсюлмански домакинства.
В XIX век Горна Лакавица е мюсюлманско село в Неврокопска каза на Османската империя. В „Етнография на вилаетите Адрианопол, Монастир и Салоника“, издадена в Константинопол в 1878 година и отразяваща статистиката на населението от 1873 година, Горна ляковица (Gorna-Liakovitsa) е посочено като село със 110 домакинства и 270 жители мюсюлмани. Съгласно статистиката на Васил Кънчов („Македония. Етнография и статистика“) към 1900 година Лѫкавица Горна е турско селище. В него живеят 500 турци. Пак Кънчов в друга статистика съобщава, че в Горна Лакавица (Лъковица) има 100 помашки къщи.

### В Гърция
През Балканската война селото е освободено от части на българската армия. По данни на БПЦ, към края на 1912 и началото на 1913 година в Горна Лакавица живеят 130 семейства или общо 665 души. След Междусъюзническата война остава в Гърция. Според гръцката статистика, през 1913 година в Горна Лакавица (Λακάβιτσα, Лакавица) живеят 657 души. В 1920 година жителите на селото са 680.
През 1923 година жителите на Горна Лакавица като мюсюлмани са изселени в Турция по силата на Лозанския договор. През 1927 година името на селото е сменено от Лаковица (Λακαβίτσα) на Микроклисура (Μικροκλεισούρα). До 1928 година в Горна Лакавица са заселени 63 гръцки семейства с 201 души - бежанци от Турция.
Населението произвежда тютюн, жито и други земеделски продукти, като се занимава частично и със скотовъдство.
| Година    | 1913 | 1920 | 1928 | 1940 | 1951 | 1961 | 1971 | 1981 | 1991 | 2001 | 2011 | 2021 |
| --------- | ---- | ---- | ---- | ---- | ---- | ---- | ---- | ---- | ---- | ---- | ---- | ---- |
| Население | 657  | 680  | 219  | 363  | 429  | 303  | 192  | 112  | 113  | 113  | 111  | 72   |